# Stade international de Khalifa
Ne doit pas être confondu avec le stade international Cheikh-Khalifa.
Le stade international de Khalifa (en arabe : ملعب خليفة الدولي) de Doha est un stade de football situé au Qatar, avec une capacité de 40 000 places après sa dernière extension en 2014. Il est le stade principal de l'équipe du Qatar de football.
Il a été conçu par le cabinet d'architecture Dar Al-Handasah, rénové une première fois en 2005 puis à nouveau et agrandi en 2014-17 par le même cabinet Dar Al-Handasah GHD. C'est le même bureau d'études italien Maffeis Engineering SpA qui l'a conçu en 1972 et agrandi en 2005 et 2014 avec la réalisation d'une couverture membrane en arc.
Le stade a accueilli la finale de la Coupe d'Asie des nations 2011, les Championnats du monde d'athlétisme 2019 et accueille actuellement des matchs de la Coupe du monde 2022.
Ce stade a été créé en 1976 et rénové de 2003 à 2005 par l'entreprise BESIX, juste avant les jeux d'Asie de 2006. Le stade a de nouveau été rénové entre 2014 et 2017 par l'entreprise BESIX avec un partenaire, l'entreprise Midmac .

## Caractéristiques du stade international de Khalifa[2]
Le dernier projet de rénovation et d'extension, le stade a été entièrement reconditionné pour lui permettre de devenir un lieu moderne doté de fonctionnalités de pointe telles comprenant la climatisation, l'éclairage LED et des réflecteurs numériques. Lors de la dernière extension, un étage complet a été ajouté, augmentant de 12 000 le nombre de places, portant sa capacité à 40 000 spectateurs.
La façade a été rénovée et la couverture a été étendue sur toutes les tribunes spectateurs avec un réseau complexe de câbles d'acier tendus pesant 4 000 tonnes et soutenant les 92 panneaux qui la composent. L'anneau intérieur est relié aux deux arcs existants au moyen de câbles de tension. La couverture des tribunes et d'une partie du terrain est recouverte d'une membrane à trois composants qui répond aux exigences de la FIFA concernant l'ensoleillement sur le terrain.
L'entrée principale du stade comporte deux rampes qui se terminent sous un grand auvent couvert soutenu par 6 colonnes métalliques tubulaires, comme la plupart des tubes qui composent la structure de la façade, visible sur tout le périmètre. La façade de ce grand auvent est arquée et commence à s'élever à partir des deux piliers placés sur ses côtés. Le stade dispose de nombreuses accès répartis sur sa circonférence accessibles par des escaliers.
Dans l'aile est, un nouveau bâtiment a été construit en 2014 qui abrite des salons VIP, 61 suites, un espace média, des aires de restauration, des magasins, des salles polyvalentes, un centre de santé, un musée du sport et de nouveaux vestiaires.
L'une des caractéristiques reconnaissables du stade Khalifa a toujours été les doubles arches qui se détachent de l'horizon et agissent comme un aimant pour les fans de football du Moyen-Orient et d'Asie. C'est sous une large terrasse qu'a été installée la centrale de refroidissement du stade. Ce système de refroidissement avancé permet de garantir une température de 24/28 °C dans les tribunes et 26°C sur la pelouse en utilisant 40 % d'énergie en moins qu'avec les méthodes traditionnelles.
En 2017, le stade Khalifa a reçu la note de quatre étoiles du Global Sustainability Assessment System (GSAS), le premier au monde à recevoir cette note.
Lors des travaux d'agrandissement et de rénovation de la structure réalisés en 2014, il a été décidé d'utiliser principalement le béton armé, l'aluminium et l'acier. La nouvelle couverture est soutenue par des poutres circulaires qui servent de cadre pour la pose d'une membrane fabriquée avec la combinaison de trois produits :
- 452 m2 de membrane en fibre de verre PTFE,
- sur environ 3 252 m2, sur le bord d'attaque côté sud de la toiture, un film ETFE monocouche soutenu par des câbles,
- aux bords inférieurs du côté ouest, près de l'anneau de compression, le système Tensotherm ™, 2 100 m2, un système de membrane tendue isolée et translucide offrant une haute efficacité thermique.

C'est la première fois que ces trois matériaux sont utilisés. Grâce à ses capacités isolantes, le Tensotherm ™ contribue à réduire l'impact des rayons du soleil. Ces composants membranaires ont été fabriqués au Japon et aux États-Unis. Les câbles en acier qui composent le réseau qui supporte les panneaux proviennent d'Allemagne et d'Italie.
Le grand auvent de l'entrée principale est bordé de grandes pièces de céramique de couleur terre cuite qui se répètent dans d'autres parties de la façade du stade, combinées à des plaques d'aluminium poli provenant d'Italie.

## Conditions de travail douteuses pendant les travaux de construction
L’organisation de la Coupe du monde 2022 a laissé s'installer des rumeurs non seulement dues aux allégations de corruption contre la FIFA et le pays hôte, mais aussi aux mauvaises conditions de travail relevées pendant la construction des stades.
Selon l’association internationale Amnesty International, les conditions de travail lors de la construction des stades étaient inhumaines. De nombreux travailleurs étrangers, employés par des entreprises sous-traitantes locales, n’auraient pas reçu de salaire pendant de longues périodes. Le nom d'un sous-traitant ayant participé à la construction de plusieurs stades dont celui de Khalifa, a été cité pour violation présumée des normes protégeant les travailleurs.

## Matchs de compétitions internationales
Coupe du monde de football 2022
| Date              | Tour                   | Équipe 1   | Score | Équipe 2   | Spectateurs |
| ----------------- | ---------------------- | ---------- | ----- | ---------- | ----------- |
| 21 novembre 2022  | Groupe B               | Angleterre | 6 - 2 | Iran       | 45 344      |
| 23 novembre 2022  | Groupe E               | Allemagne  | 1 - 2 | Japon      | 42 608      |
| 25 novembre 2022  | Groupe A               | Pays-Bas   | 1 - 1 | Équateur   | 44 833      |
| 27 novembre 2022  | Groupe F               | Croatie    | 4 - 1 | Canada     | 44 374      |
| 29 novembre 2022  | Groupe A               | Équateur   | 1 - 2 | Sénégal    | 44 569      |
| 1er décembre 2022 | Groupe E               | Japon      | 2 - 1 | Espagne    | 44 851      |
| 3 décembre 2022   | Huitième de finale     | Pays-Bas   | 3 - 1 | États-Unis | 44 846      |
| 17 décembre 2022  | Match pour la 3e place | Croatie    | 2 - 1 | Maroc      | 44 137      |

## Événements
- Coupe du Golfe des nations de football de 2004
- Jeux asiatiques de 2006
- Coupe d'Asie des nations de football 2011 : matchs du groupe A, quart de finale, demi-finale et finale
- Jeux panarabes de 2011
- Championnats d'Asie d'athlétisme 2019
- Doha Diamond League 2019
- Championnats du monde d'athlétisme 2019
- Coupe du monde des clubs 2019
- Coupe du monde de football 2022
- Coupe d'Asie des nations de football 2023

## Galerie

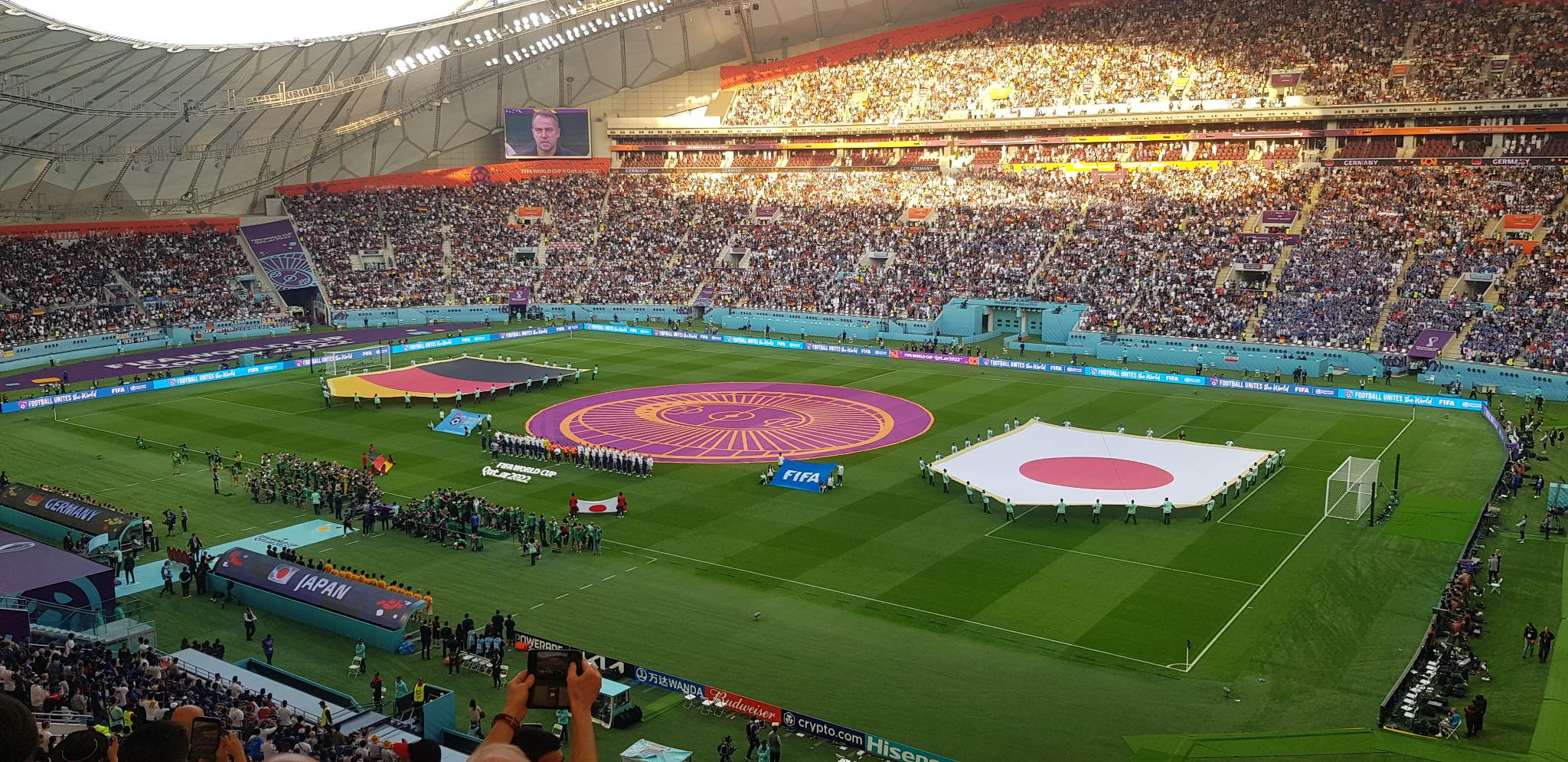
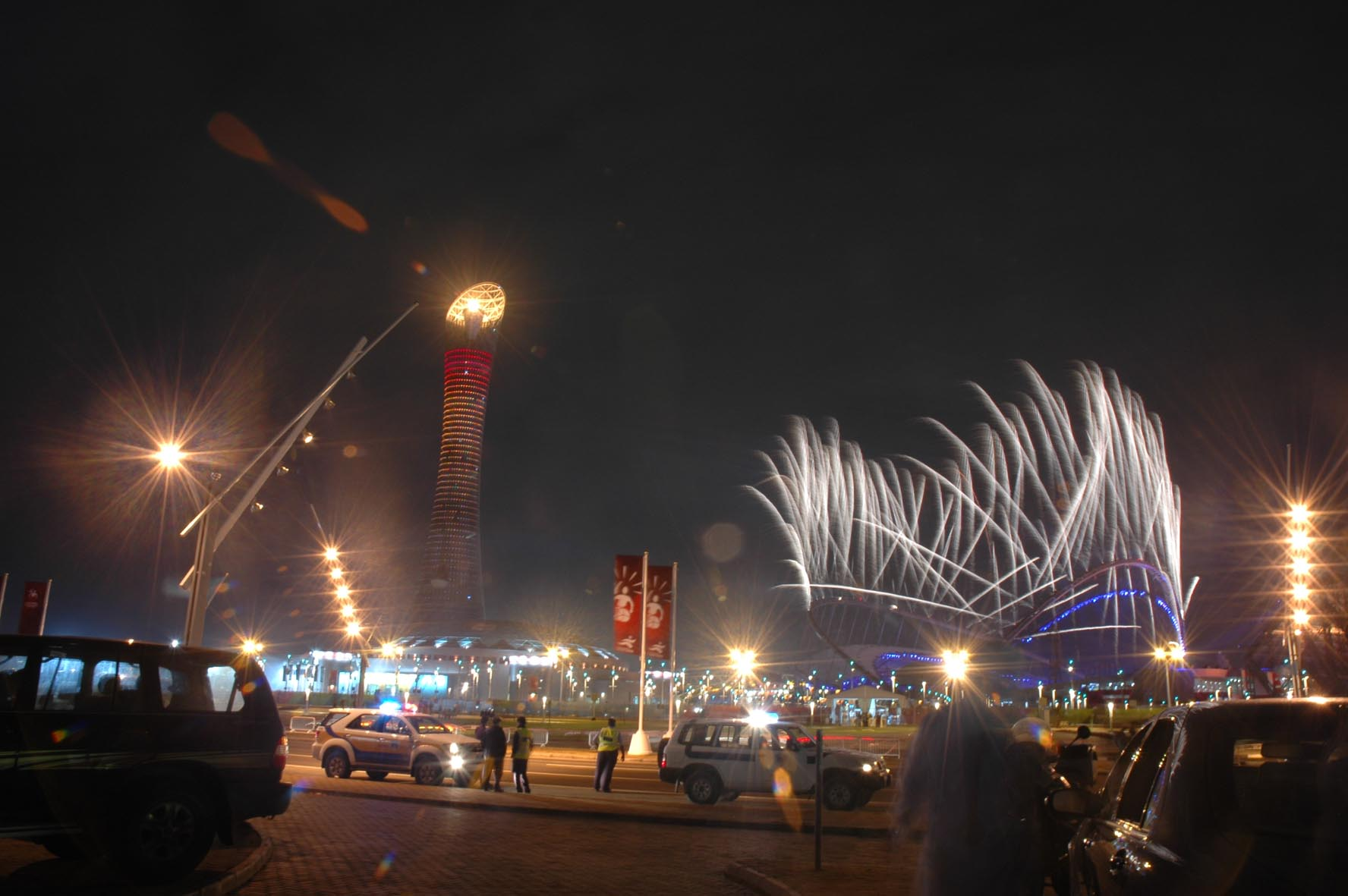